# Черенцовка
Черенцовка (Чернцовка) — село в Пензенском районе Пензенской области России. Входит в состав Ермоловского сельсовета.

## География
Село находится в центральной части Пензенской области, в пределах Приволжской возвышенности, в лесостепной зоне, на реке Пенза.

### Климат
Климат характеризуется как умеренно континентальный, с умеренно холодной продолжительной зимой и относительно тёплым летом. Средняя температура воздуха самого тёплого месяца (июля) — 18,8 °C (абсолютный максимум — 40 °C); самого холодного (января) — −13 — −12 °C (абсолютный минимум — −47 °C). Безморозный период длится от 117 до 133 дней. Среднегодовое количество атмосферных осадков варьируется от 467 до 604 мм, из которых большая часть выпадает в тёплый период.

## История
Основано как деревня Чернцовка ранее 1718 года.
В 1745 году деревней владел полковник Иван Григорьевич Чернцов, переселивший своих крестьян из городищенского села Никольского и Панцыревки.
В 1808 году была построена каменная церковь во имя Архангела Михаила, в приход которой входили также деревни Отрада и Всеволодовка.
В XIX веке Черенцовка — волостной центр Пензенского уезда.
На 1877 год в селе были: церковь, школа, 2 лавки, винокуренный завод, паровая мельница.
В 1894 году построена земская школа.
Решением Пензенского облисполкома от 19.01.1981 № 18 Черенцовский сельсовет передан из Каменского в Пензенский район. 17 сентября 1975 года в черту села включена деревня Александровка 2-я (Сьяновка).

## Население
| 1747  | 1785 | 1864 | 1877 | 1897 | 1911 | 1926  |
| ----- | ---- | ---- | ---- | ---- | ---- | ----- |
| 400   | ↗960 | ↘677 | ↗824 | ↗900 | ↗940 | ↗1023 |
| 1930  | 1939 | 1959 | 1979 | 1989 | 1996 | 2002  |
| ↗1334 | ↘762 | ↘379 | ↘206 | ↗261 | ↘244 | ↘226  |
| 2010  |      |      |      |      |      |       |
| ↘182  |      |      |      |      |      |       |

## Известные люди
- Редченков, Пётр Степанович (1905—1960) — Герой Советского Союза, майор, командир штурмовой авиаэскадрильи.
- Слободской, Серафим Алексеевич (1912—1971) — протоиерей Русской православной церкви заграницей. Автор известного учебника «Закон Божий».